# Atletiek op de Olympische Zomerspelen 2004 – 50 kilometer snelwandelen mannen
Het 50 kilometer snelwandelen voor mannen op de Olympische Spelen van 2004 in Athene vond plaats op 27 augustus 2004 in de straten van Athene. De start en finish waren in het Olympisch stadion. De start vond plaats om 07:00.

## Records
Voor dit onderdeel waren het wereldrecord en olympisch record als volgt.
| Wereldrecord     | 3:35.29 | Denis Nizjegorodov   | RUS | Cheboksary | 13 juni 2004      |
| Olympisch record | 3:38.29 | Vjatsjeslav Ivanenko | URS | Seoel      | 18 september 1988 |

## Uitslag
De volgende afkortingen worden gebruikt:
- DQ Gediskwalificeerd
- DNF Niet gefinisht

| Rang | Atleet                       | Nat. | Tijd    |
| ---- | ---------------------------- | ---- | ------- |
| 1    | Robert Korzeniowski          | POL  | 3:38.46 |
| 2    | Denis Nizjegorodov           | RUS  | 3:42.50 |
| 3    | Aleksej Vojevodin            | RUS  | 3:43.34 |
| 4    | Yu Chaohong                  | CHN  | 3:43.45 |
| 5    | Jesús Ángel García           | ESP  | 3:44.42 |
| 6    | Roman Magdziarczyk           | POL  | 3:48.11 |
| 7    | Grzegorz Sudoł               | POL  | 3:49.09 |
| 8    | Santiago Pérez               | ESP  | 3:49.48 |
| 9    | Yury Andronov                | RUS  | 3:50.28 |
| 10   | Gadasu Alatan                | CHN  | 3:51.55 |
| 11   | Aigars Fadejevs              | LAT  | 3:52.52 |
| 12   | Jefferson Pérez              | ECU  | 3:53.04 |
| 13   | Trond Nymark                 | NOR  | 3:53.20 |
| 14   | Peter Korčok                 | SVK  | 3:54.22 |
| 15   | Miguel Ángel Rodríguez       | MEX  | 3:55.43 |
| 16   | Yuki Yamazaki                | JPN  | 3:57.00 |
| 17   | Germán Sánchez               | MEX  | 3:58.33 |
| 18   | Miloš Bátovský               | SVK  | 3:59.11 |
| 19   | Andrey Stepanchuk            | BLR  | 3:59.32 |
| 20   | Sergey Korepanov             | KAZ  | 3:59.33 |
| 21   | Eddy Riva                    | FRA  | 4:00.25 |
| 22   | David Boulanger              | FRA  | 4:01.32 |
| 23   | Aleksandar Raković           | SCG  | 4:02.06 |
| 24   | Zoltán Czukor                | HUN  | 4:03.51 |
| 25   | Modris Liepiņš               | LAT  | 4:04.26 |
| 26   | Sérgio Galdino               | BRA  | 4:05.02 |
| 27   | Kim Dong-Yeong               | KOR  | 4:05.16 |
| 28   | Jani Lehtinen                | FIN  | 4:05.35 |
| 29   | Craig Barrett                | NZL  | 4:06.48 |
| 30   | Daugvinas Zujus              | LTU  | 4:09.41 |
| 31   | Tim Berrett                  | CAN  | 4:10.31 |
| 32   | Curt Clausen                 | USA  | 4:11.31 |
| 33   | José Antonio González        | ESP  | 4:11.51 |
| 34   | Jorge Costa                  | POR  | 4:12.24 |
| 35   | Philip Dunn                  | USA  | 4:12.49 |
| 36   | Kazimír Verkin               | SVK  | 4:13.11 |
| 37   | Rustam Kuvatov               | KAZ  | 4:13.40 |
| 38   | Miloš Holuša                 | CZE  | 4:15.01 |
| 39   | Georgios Argyropoulos        | GRE  | 4:17.25 |
| 40   | Mário José dos Santos Júnior | BRA  | 4:20.11 |
| 41   | János Tóth                   | HUN  | 4:29.33 |
| —    | Luis Fernando García         | GUA  | DNF     |
| —    | André Höhne                  | GER  | DNF     |
| —    | Denis Langlois               | FRA  | DNF     |
| —    | Spyros Kastanis              | GRE  | DNF     |
| —    | Mario Iván Flores            | MEX  | DNF     |
| —    | Pedro Martins                | POR  | DNF     |
| —    | Han Yucheng                  | CHN  | DNF     |
| —    | Theodoros Stamatopoulos      | GRE  | DNF     |
| —    | Nathan Deakes                | AUS  | DQ      |
| —    | Andreas Erm                  | GER  | DQ      |
| —    | Julio René Martínez          | GUA  | DQ      |
| —    | Giovanni De Benedictis       | ITA  | DQ      |
| —    | Takayuki Tanii               | JPN  | DQ      |